# Lijst van wapens van Guatemalteekse deelgebieden
Dit artikel bevat een lijst van wapens van Guatemalteekse deelgebieden. Guatemala telt 22 departementen.

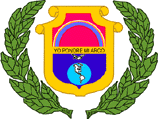
Alta Verapaz
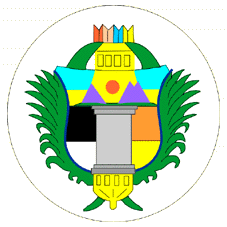
Chimaltenango
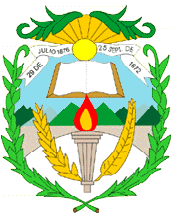
Chiquimula
El Progreso
Escuintla
Guatemala (departement)
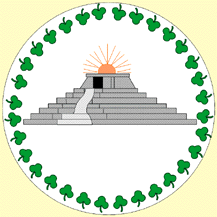
Huehuetenango
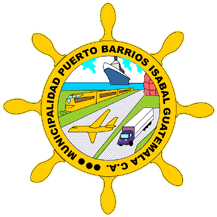
Izabal
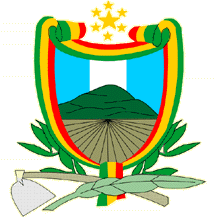
Jalapa
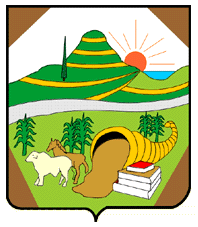
Jutiapa
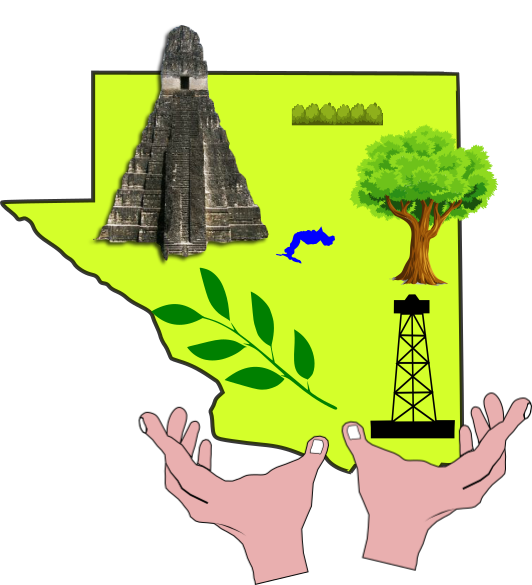
Petén
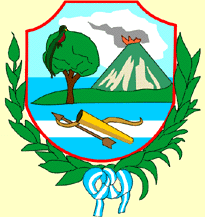
Quetzaltenango
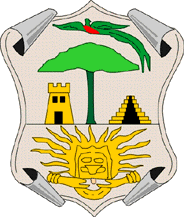
Quiché
Retalhuleu
Sacatepéquez
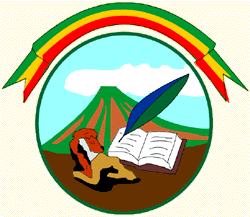
San Marcos
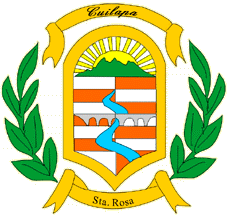
Santa Rosa
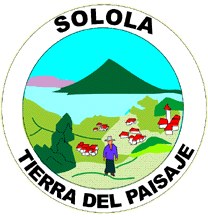
Sololá
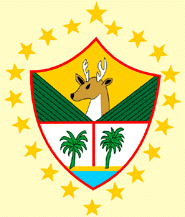
Suchitepéquez
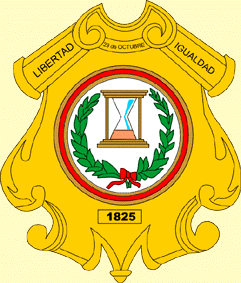
Totonicapán
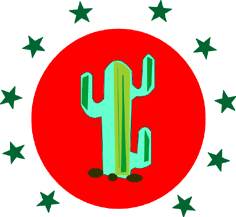
Zacapa